# Élections constituantes de 1945 dans la Drôme
Les élections constituantes françaises de 1945 se déroulent le 21 octobre.

## Mode de scrutin
Les députés sont élus selon le système de représentation proportionnelle suivant la règle de la plus forte moyenne dans le département, sans panachage ni vote préférentiel.
Il y a 586 sièges à pourvoir.
Dans le département de Drôme, quatre députés sont à élire.

## Élus
Les quatre députés élus sont : 
| Identité       | Parti | Parti |
| -------------- | ----- | ----- |
| Maurice Michel |       | PCF   |
| Pierre Dhers   |       | MRP   |
| Paul Deval     |       | URR   |
| Marius Moutet  |       | SFIO  |

## Résultats

### Résultats à l'échelle du département
| Liste / Parti  | Liste / Parti                             | Tête de liste        | Résultats | Résultats | Sièges | Sièges |
| Liste / Parti  | Liste / Parti                             | Tête de liste        | Voix      | %         |        |        |
| -------------- | ----------------------------------------- | -------------------- | --------- | --------- | ------ | ------ |
|                | PCF                                       | Maurice Michel       | 34 859    | 27,53     | 1      |        |
|                | MRP                                       | Pierre Dhers         | 28 985    | 22,89     | 1      |        |
|                | Ind. action et réalisations républicaines | Paul Deval           | 26 623    | 21,03     | 1      |        |
|                | SFIO                                      | Marius Moutet        | 19 880    | 15,70     | 1      |        |
|                | Rad-Soc                                   | Marc Rucart          | 10 191    | 8,05      | -      |        |
|                | Résistance anti-fa.                       | Pierre de Saint-Prix | 6 287     | 4,97      | -      |        |
|                |                                           |                      |           |           |        |        |
| Inscrits       | Inscrits                                  | Inscrits             | 169 084   | 100,00    | 4      |        |
| Votants        | Votants                                   | Votants              | 129 266   | 76,45     |        |        |
| Blancs et nuls | Blancs et nuls                            | Blancs et nuls       | 2 641     | 2,04      |        |        |
| Exprimés       | Exprimés                                  | Exprimés             | 126 625   | 97,96     |        |        |

Démissionnaire le 12 février 1946, Paul Deval est remplacé le 12 mars 1946 par le suivant de sa liste, Marcel Barbu.